# Rakovo, Sliven
Rakovo (în bulgară Раково) este un sat în comuna Sliven, regiunea Sliven,  Bulgaria. 

## Demografie
Componența etnică a satului Rakovo
     Bulgari (86,11%)
     Nicio identificare (2,77%)
     Altele (11,11%)
La recensământul din 2011, populația satului Rakovo era de 36 locuitori. Din punct de vedere etnic, majoritatea locuitorilor (86,11%) erau bulgari. Pentru 2,77% din locuitori nu este cunoscută apartenența etnică.